# 樂善 (伊勒忒氏)
樂善（？—1860年），伊勒忒氏，蒙古正白旗人。由拜唐阿洊升雲麾使。揀發陝甘參將，剿番匪有功。從勝保在獨流、阜城等地剿太平軍，賜號巴克敦巴圖魯。咸豐六年（1856年），率馬隊剿河南捻匪，於鹿邑、潁川連破捻賊。咸豐七年（1857年），擢河北鎮總兵。攻克方家集捻巢。從勝保攻克正陽關，解固始之圍，賜黃馬褂。咸豐九年（1859年），赴僧格林沁天津軍營，擢升直隸提督。在第二次大沽口之戰中擊退英法聯軍。樂善論功最大，優敘。咸豐十年（1860年）七月，在第三次大沽口之戰中聯軍攻陷大沽砲臺，樂善戰死。贈太子少保，予騎都尉兼雲騎尉世職，於海口建專祠，諡威毅。尋封二等男爵，子成友襲。